# 霍姆蘭 (加利福尼亞州)
霍姆蘭（英語：Homeland）是位於美國加利福尼亞州河濱縣的一個人口普查指定地區。

## 地理
霍姆蘭的座標為33°44′31″N 117°06′48″W / 33.74194°N 117.11333°W，而該地最高點為海拔高度489米（即1604英尺）。

## 人口
根據2010年美國人口普查的數據，霍姆蘭的面積為11.058平方千米，均為陸地。當地共有人口5969人，而人口密度為每平方千米539人。